# Dee Dee Myers
 (février 2024).
Dee Dee Myers, née Margaret Jane Myers le 1er septembre 1961, est porte-parole de la Maison-Blanche durant les deux premières années du premier mandat de l'administration Clinton, du 20 janvier 1993 au 22 décembre 1994.

## Biographie

### Jeunesse et formation
Myers est née à Quonset Point au Rhode Island et est diplômée de la William S. Hart High School en Californie ainsi que de l'université de Santa Clara en 1983.

### Carrière
Myers est la première femme porte-parole de la Maison-Blanche et le deuxième plus jeune porte-parole de l'histoire.
Après avoir quitté la Maison-Blanche, Myers fut une habituée des débats politiques sur les réseaux de télévision et du câble et une consultante particulière pour la série à succès NBC À la Maison-Blanche. Elle est actuellement[Quand ?] une éditorialiste dans Vanity Fair ; analyste sur CBS News ; intervenante politique populaire en affaires politiques et médiatiques, en particulier sur les causes féminines et féministes ; enfin, auteur du prix New York Times des meilleures ventes Why Women Should Rule the World.

## Vie personnelle
Myers vit actuellement[Quand ?] à Washington, avec son mari, Todd Purdum, et leurs deux enfants. Il est l'éditorialiste national de Vanity Fair et l'ancien chef du bureau du New York Times à Los Angeles.

## Ouvrages
- (en) Why Women Should Rule the World : A Memoir, 2008 (ISBN 0-06-114040-6)

## Culture populaire
Le personnage de C.J. Cregg (interprété par Allison Janney) dans la série À la Maison-Blanche est partiellement inspiré de Myers.